# 陳瀚生
陳瀚生 MLA（？—），加拿大政治人物，2024年起以卑詩保守黨黨員身份擔任卑詩省議會列治文中選區議員。

## 生平
陳瀚生於卑詩省列治文成長，從卑詩大學畢業後加入當地粵語收費電視台新時代電視，任職該台新聞主播和採訪主任，並主持《時事評台》節目。
在省議員屈潔冰引薦下，陳瀚生於2024年8月獲取卑詩保守黨候選人提名，角逐重新創設的卑詩省議會列治文中選區議席。他在同年10月省選中以過半數得票擊敗新民主黨候選人姚君憲以及獨立候選人袁薇、張可仁和何強新，首度當選省議員。同年11月他獲黨魁羅仕德委派出任官方反對黨氣候應對方案及氣候準備評議員。